# Jaakko Ruha
Jaakko Ruha (ur. 17 czerwca 1982 w Rovaniemi) – fiński snowboardzista. Jego najlepszym wynikiem na mistrzostwach świata w snowboardzie było 7. miejsce w Big Air na mistrzostwach w Whistler. Nigdy nie startował na igrzyskach olimpijskich. W sezonie 2006/2007 Pucharu Świata zajął 23. miejsce w klasyfikacji generalnej, a w klasyfikacji Big Air był trzeci. W klasyfikacji Big Air był trzeci także w sezonie 2004/2005.

## Sukcesy

### Mistrzostwa Świata
| Miejsce | Dzień       | Rok  | Miejscowość | Konkurencja | Zwycięzca    |
| ------- | ----------- | ---- | ----------- | ----------- | ------------ |
| 7.      | 21 stycznia | 2005 | Whistler    | Big Air     | Antti Autti  |
| 11.     | 24 stycznia | 2009 | Kangwŏn     | Big Air     | Markku Koski |

### Puchar Świata

#### Miejsca w klasyfikacji generalnej
- 2001/2002 – –
- 2002/2003 – –
- 2003/2004 – –
- 2004/2005 – –
- 2005/2006 – 59.
- 2006/2007 – 23.
- 2007/2008 – 149.
- 2008/2009 – 69.
- 2009/2010 – 54.

#### Miejsca na podium
1. Monachium – 1 lutego 2003 (Big Air) – 3. miejsce
2. Turyn – 14 lutego 2003 (Big Air) – 3. miejsce
3. Stoneham – 19 grudnia 2003 (Big Air) – 1. miejsce
4. Turyn – 12 lutego 2005 (Big Air) – 2. miejsce
5. Tandådalen – 19 marca 2005 (Big Air) – 1. miejsce
6. Klagenfurt am Wörthersee – 7 stycznia 2006 (Big Air) – 3. miejsce
7. Turyn – 4 lutego 2007 (Big Air) – 2. miejsce
8. Moskwa – 10 lutego 2007 (Big Air) – 2. miejsce
9. Grenoble – 6 grudnia 2008 (Big Air) – 3. miejsce
10. Quebec – 23 stycznia 2010 (Big Air) – 3. miejsce

- W sumie 2 zwycięstwa, 3 drugie i 5 trzecich miejsc.